# Петеріс Плакідіс
Пе́теріс Пла́кідіс (латис. Pēteris Plakidis; 4 березня 1947, Рига, Латвійська РСР, нині Латвія — 8 серпня 2017 року, там само) — латвійський композитор, диригент, піаніст і педагог.

## Біографія
Навчався в Музичній школі імені Еміля Дарзіня. У 1970 році закінчив Латвійську консерваторію у класі композиції Яніса Іванова і Валентина Уткіна. У 1975 році там само закінчив аспірантуру і став викладати в альма-матер, де в 1991 році став професором композиції. Виступав як піаніст і диригент. У 1969—1974 роках — музичний директор Латвійського національного театру. Писав музику для кіно і театру. Автор пісень і романсів на вірші Іманта Зієдоніса, Лаймоніса Камари, Маріса Чаклайса й інших латвійських поетів. Займався обробкою народних пісень.
Був одружений з оперною співачкою Маєю Крігена.

## Твори
- Поема для хору та симфонічного оркестру «Стрілець» (на вірші Вітаутаса Людени і народні, 1970; 2-га ред. 1972)
- «Легенда» для симфонічного оркестру (1976)
- Концерт для фортеп'яно та симфонічного оркестру (1975)
- «Музика» для фортеп'яно, струнного оркестру і литавр (1969)
- «Прелюдія» і пульсація для квінтету духових інструментів (1975)
- Концерт для групи солістів і симфонічного оркестру «Перекличка» (1977)
- «Спів» для оркестру (1986)
- Симфонія для хору a cappella «Приреченість» (1986)
- Тріо для фортеп'яно, скрипки та віолончелі (1966)
- Соната для фортеп'яно № I (1965)
- Соната для фортеп'яно № II (1968)
- Концерт-балада для 2-х скрипок, фортеп'яно та струнного оркестру (1984)
- 2 ескізи для гобоя (1975)
- Ліричний цикл для мецо-сопрано, флейти, гобоя, кларнета і контрабаса (на вірші Лайми Лівени і Кнутса Скуеніекса, 1973)

## Нагороди
- 1969 — диплом Всесоюзного конкурсу молодих композиторів («Музика для фортеп'яно, струнного оркестру і литавр»)
- 1982 — Заслужений артист Латвійської РСР
- 1976 — премія Ленінського комсомолу Латвії
- 1990 — Народний артист Латвійської РСР
- 1996 — Велика музична нагорода Латвії